# Hluboký rybník (Kochánovické rybníky)
Hluboký rybník u Kochánovic o výměře vodní plochy 2,34 ha se nachází v lese asi 1,5 km severozápadně od vesnice Trpišov v okrese Chrudim na Okrouhlickém potoku. Hluboký rybník je přístupný po zelené turistické značce spojující město Slatiňany a vesnici Rabštejn. 
Hluboký rybník je součástí rybniční soustavy Kochánovických rybníků sestávající z následujících rybníků: Čabrousek, Perný rybník, Vilém a Hluboký rybník. Břehové porosty těchto rybníků tvoří významné litorální ekosystémy, které přechází v mokřadní louky. Na části ploch mezi rybníky se nachází vlhké olšiny.
Kochánovické rybníky byly vybudovány na přelomu 16. a 17. století. 
Hluboký rybník je využíván pro chov ryb.

## Galerie

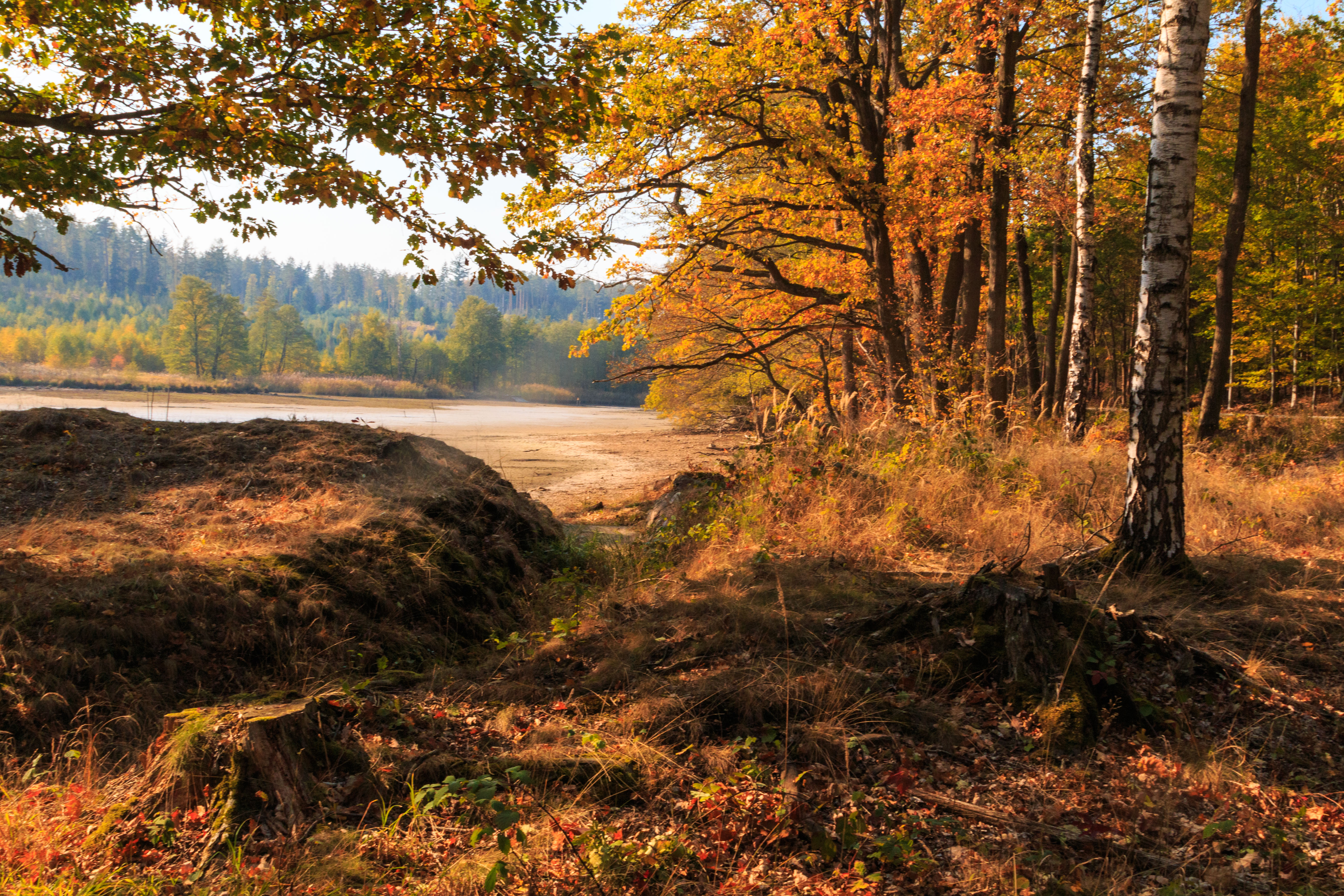
pohled na Hluboký rybník u Kochánovic
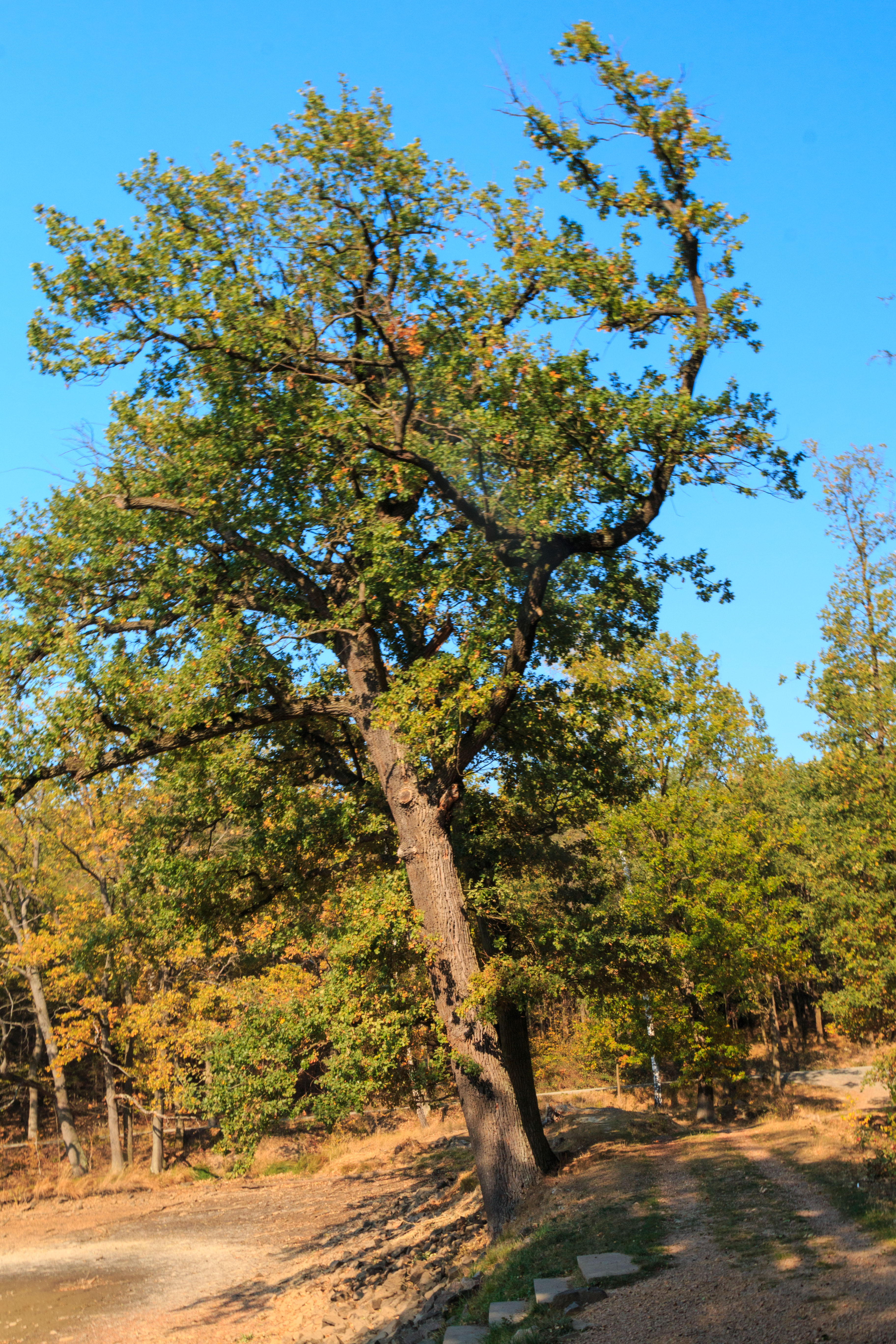
pohled na Hluboký rybník u Kochánovic
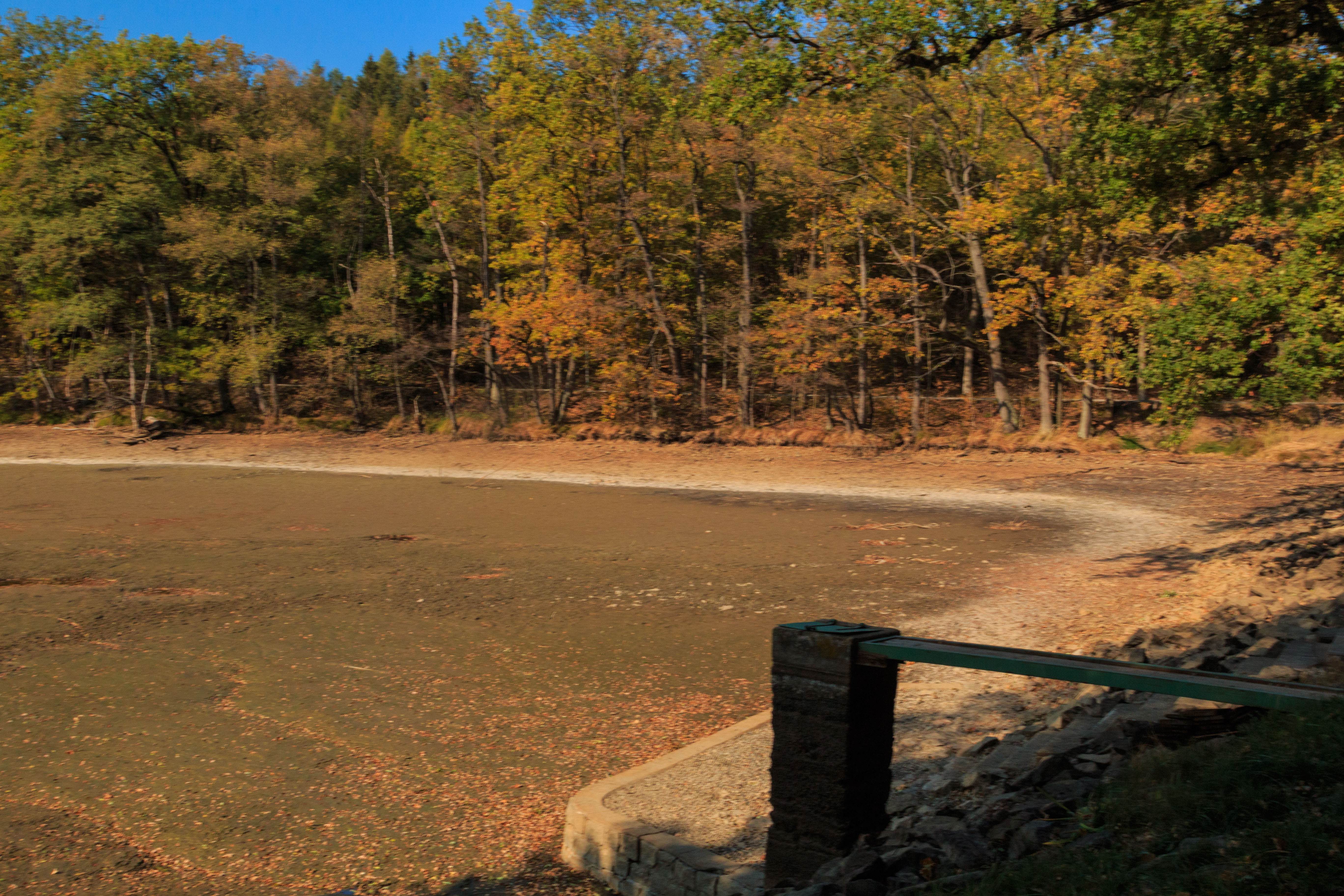
pohled na Hluboký rybník u Kochánovic
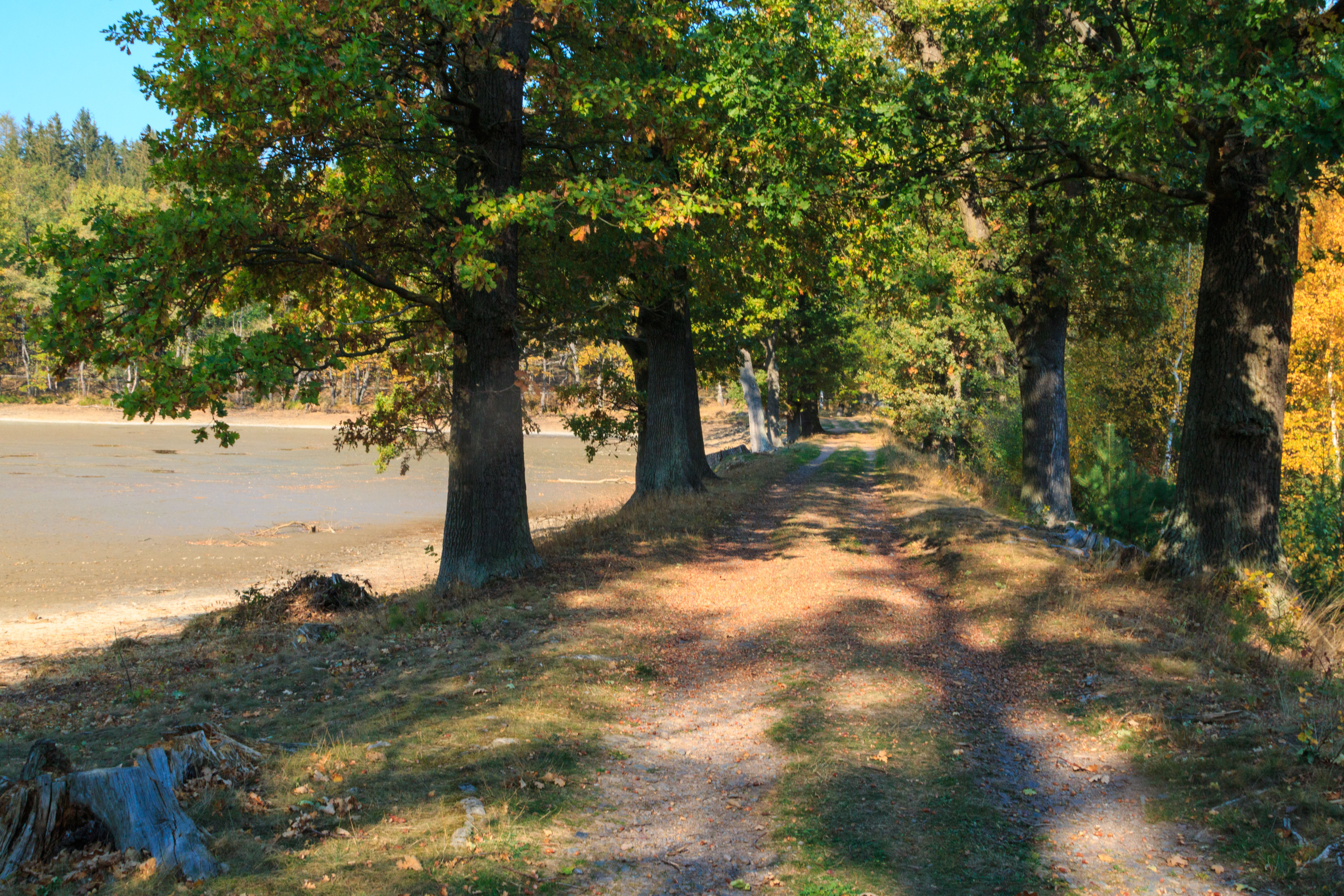
pohled na Hluboký rybník u Kochánovic